# Wymarse Molen
De Wymarse Molen of Kasteelmolen is een watermolen op de Lingsforterbeek in Arcen in de Nederlandse gemeente Venlo. De molen werd rijksmonument in 1969.

## Geschiedenis
De molen behoorde tot de bezittingen van het kasteel Arcen en stond ten zuiden van het oorspronkelijke kasteel, dat tijdens het beleg van Venlo in 1646 werd verwoest. De huidige molen werd gesticht in 1677.
In 1856 had de molen twee onderslagraderen: een voor de oliemolen en een voor de korenmolen die in het gebouw gevestigd waren. In 1881/2 werd de molen verbouwd, waarbij een onderslagrad en een bovenslagrad werden aangebracht, die samen een stalen koningspil aandreven.
In 1944 werd de Wymarse Molen zwaar beschadigd. De restanten raakten steeds verder in verval totdat in 1978 de Stichting Het Limburgs Landschap eigenaar werd van het kasteel, de kasteeltuinen en de molen. Ook werd de Stichting Behoud Watermolen Arcen opgericht. Er werden plannen voor restauratie gemaakt en nadat het kasteel en de kasteeltuinen waren opgeknapt, is in 1990 ook de watermolen gerestaureerd.

## Huidige functie
Eigenaar van de Wymarse Molen is de Stichting Het Limburgs Landschap. In de molen bevindt zich de graanbranderij "De IJsvogel". De molen en de branderij zijn van april t/m oktober tegen betaling te bezoeken.